# Pravda (Raión de Podilsk)
Pravda (en ucraniano: Пра́вда) es una localidad del Raión de Podilsk en el Óblast de Odesa de Ucrania.